# Otto Jespersen
Jens Otto Harry Jespersen (tiếng Đan Mạch: [tˢo jɛspɐsn̩]; 16 tháng 7 năm 1860 - 30 tháng 4 năm 1943) là một nhà ngôn ngữ học người Đan Mạch chuyên về ngữ pháp tiếng Anh.

## Tiểu sử
Otto Jespersen sinh ra ở Randers ở Jutland. Ông được truyền cảm hứng từ công việc của nhà triết học người Đan Mạch Rasmus Rask khi còn là một cậu bé và với sự giúp đỡ của các ngữ pháp của Rask đã tự dạy mình một số tiếng Iceland, tiếng Ý và tiếng Tây Ban Nha. Cậu đã nhập học Đại học Copenhagen năm 1877 khi 17 tuổi, ban đầu học luật nhưng không quên học ngôn ngữ. Năm 1881, ông chuyển hoàn toàn sự tập trung của mình sang ngôn ngữ, và năm 1887, ông lấy bằng thạc sĩ tiếng Pháp, với tiếng Anh và tiếng Latin là các ngôn ngữ thứ cấp. Ông đã tự hỗ trợ mình trong quá trình học tập thông qua công việc bán thời gian với tư cách là một giáo viên và là một phóng viên tốc ký trong quốc hội Đan Mạch Vào năm 1887, 181818, ông tới Anh, Đức và Pháp, gặp gỡ các nhà ngôn ngữ học như Henry Sweet và Paul Passy và tham dự các bài giảng tại các tổ chức như Đại học Oxford. Theo lời khuyên của người cố vấn Vilmus Thomsen, ông trở lại Copenhagen vào tháng 8 năm 1888 và bắt đầu làm luận án tiến sĩ về hệ thống trường hợp tiếng Anh. Ông bảo vệ thành công luận án của mình vào năm 1891.